# تعدين الحديد

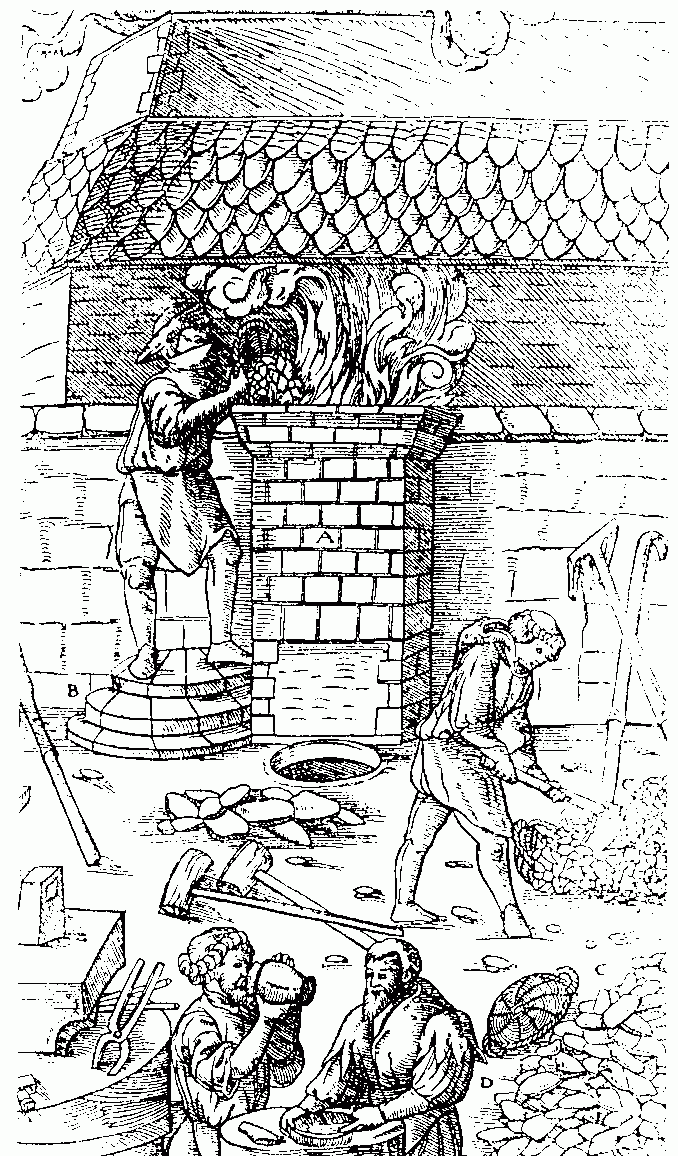
صورة تمثيلية لعمليات صهر الخامات في فرن الحديد الخالص أثناء القرون الوسطى.

تعدين الحديد هو العلم الذي يدرس فلز الحديد وتشكيل سبائكه، وخاصة سبيكة الفولاذ (الصلب).
يعد تعدين الحديد من النشاطات والفعاليات التي قام الإنسان بها منذ القدم؛ وهناك العديد من الشواهد والدلائل التاريخية والآثار التي تثبت هذه الحقيقة، وذلك في عدة مناطق من العالم، تشمل مصر القديمة، وبلاد الرافدين، واليونان القديمة والهند؛ والصين، وأفريقيا.

## التاريخ
لا يوجد شكٌّ في أنّ الحديد كان واحداً من العناصر المعروفة للإنسان القديم؛ إذ توجد أدلّة وشواهد تاريخية متنوّعة على استخدام الحديد في مختلف الحضارات عبر عمليات التنقيب الأثرية في مختلف أرجاء العالم؛ إلّا أنّ تلك الشواهد التاريخية تعدّ قليلةً نسبياً بالمقارنة مع القطع الأثرية المصنوعة من البرونز، أو تلك المصنوعة من الفلزّات النبيلة مثل الذهب والفضّة. قد يعود ذلك إلى أنّ استخدام الحديد كان محدوداً في الفترات التاريخية القديمة، ومن جهةٍ أخرى، فإنّ الحديد عرضةٌ للتآكل في الأجواء الرطبة، لذلك فإنّ الكثير من تلك المُقتَنَيات المصنوعة من الحديد قد فَنِيَت مع مرور الزمن، ولم يبقَ إلا الضخم منها والمحفوظ ضمن ظروفِ خاصّةٍ.

### العصور القديمة

#### الاستخدام المبكر للحديد النيزكي

استُخدم هذا الرمز منذ القدم في بعض الثقافات للإشارة إلى الحديد، وهو مستخدمٌ أيضاً للإشارة إلى كوكب المرّيخ.

قبل أن يتعلّم الإنسان في مختلف الحضارات القديمة استخراج الحديد من خاماته، كان الإنسان حتّى قبل بداية العصر الحديدي على تماسٍ مع الحديد من خلال الأحجار النَيزَكية المنتشرة على سطح الأرض في عصر ما قبل التاريخ؛ إذ يعود تاريخ أقدم المنتجات الحديدية إلى الألفية الخامسة قبل الميلاد، وكانت مصنوعةً من النيازك. خُصِّصَ هذا النوع من الحديد لاحقاً باسم «الحديد النَيزَكِي»؛ وهو يتميّز بارتفاع محتوى عنصر النيكل فيه (5-18%). نظراً لنُدرَته فقد كان الحديد النيزكي قيّماً، وكان اسمه في اللغة الهيروغليفية المصرية يشير إلى هبوطه من السماء؛ وكان يستخدم في صناعة الأسلحة والأدوات اللازمة لطقوس فتح الفم، بالإضافة إلى استخدامه في صناعة التمائم والحُلِي من جهةٍ أخرى. فقد عُثِرَ في مصر القديمة على خَرَزٍِ للزينة مصنوعٍ من الحديد النيزكي، والتي تعود إلى حضارة جرزة حوالي 3500 سنة قبل الميلاد. كما عُثِرَ أيضاً على خنجرٍ من الحديد النيزكي في قبر توت عنخ آمون، وما أكّد مصدره النيزكي أنّ نسبة العناصر الكيميائية من الحديد والكوبالت والنيكل مماثلة لنسبتها في حجرٍ نيزكيٍّ مكتشفٍ بالقرب من تلك المنطقة، والذي قد يكون قد هبط من زخّة شهبٍ قديماً.
عُثِرَ أيضاً في منطقة بلاد الرافدين على مكتشفاتٍ أثريّةٍ مصنوعةٍ من الحديد النيزكي؛ فبالقرب من مدينة أور عُثِرَ على خنجرٍ ذي نصلٍ مصنوعٍ من حديد نيزكي يعود إلى الحضارة السومرية قبل حوالي 3100 سنة قبل الميلاد. بالمقارنة مع الأنواع الأخرى، فإنّ الحديد النيزكي طريٌّ ومطواعٌ نسبياً، وقابلٌ للسحب والطرق، ومن السهل تطريقه على البارد، إلّا أنّه من السهل أن يتقصّف عند تسخيته، بسبب الارتفاع النسبي لمحتوى النيكل فيه.

#### الاستخراج من الخامات الأرضية

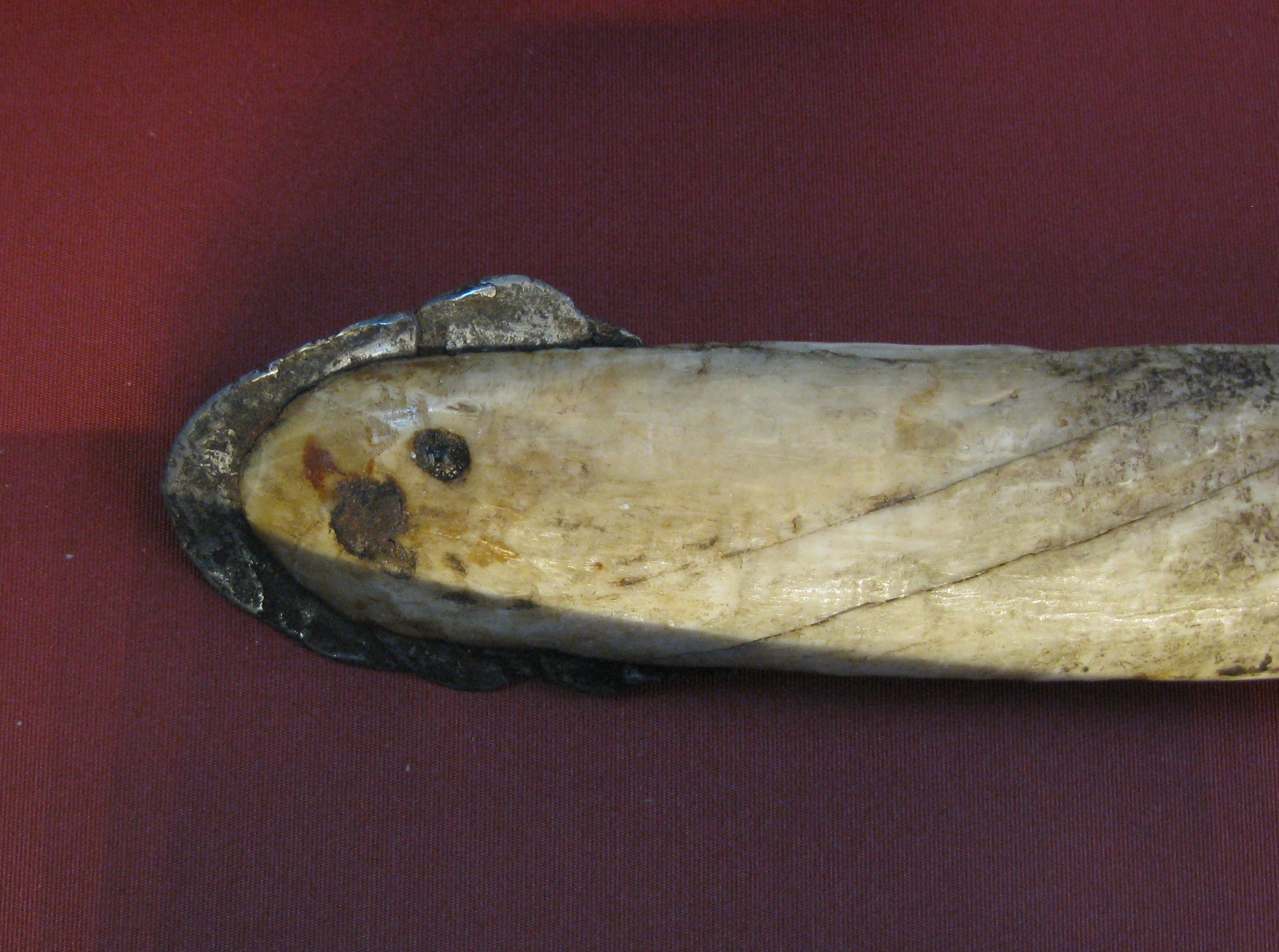
حَرْبُون عُثِرَ عليه في غرينلاند مصنوعٌ من جذعٍ مأخوذٍ من حربة حريش البحر ومن رأسٍ حديديٍّ مأخوذٍ من حجر رأس يورك النيزكي ، وهو واحدٌ من أكبر الأحجار النيزكية المعروفة.

بدأ تعدين الحديد منذ العصر البرونزي الأوسط، ثمّ تطلّب الأمر مرورَ عدّة قرونٍ إلى أنْ حلّ الحديد مكان البرونز في صناعة العِدَد والأسلحة. لم تكن الحرارة الناتجة كافيةً لصهر الحديد، لذا فإنّ الجزء السفلي من المعدن الناتج يكون على شكل كتلةٍ إسفنجية، تعجُّ بالمسام الممتلئة بالرماد والخبث. يعاد تسخين الحديد الناتج لتليينه وصهر الخَبَث، ومن ثُمّ يُطرق مراراً وتكراراً لإزالة الخَبَث المنصهر. ناتج هذه العملية الطويلة والشاقّة هو «الحديد المطاوع»، وهو سبيكة مرنة ولكن ضعيفة نوعاً ما. تشير القطع الأثرية المُستَحصلة من آسيا الوسطى وبلاد الرافدين وبلاد الشام إلى أنّها مصنوعةٌ من الحديد المستخرج في فترة زمنية تقع بين 3000 إلى 2700 سنة قبل الميلاد. إذ عُثرَ في إشنونة، الواقعة حالياً في العراق، على خنجرٍ ذي نصلٍ مصنوعٍ من حديدٍ خالٍ من النيكل، ممّا يشير إلى استخراجه من مصادر أرضية وليس من الأحجار النيزكية.

عمود دلهي الحديدي مثالٌ على استخراج الحديد ومعالجته في الهند القديمة.

عَرَف الحيثيّون هذا الفلزّ أيضاً؛ إذ تشير الكتابات الأثرية في أرشيف بوغاز كوي إلى أنّ الحديد كان معروفاً أثناء حقبة الملك الحيثي أنيتا (حوالي 1800 سنة قبل الميلاد)؛ وتشير الاكتشافات إلى قيام الحيثيين بصهر الحديد في الفترة ما بين 1500 إلى 1200 سنة قبل الميلاد؛ وذلك في أفرانٍ يستخدم فيها منفاخٌ لضخّ الهواء من خلال كومة من الحديد الخام والمدفون في الفحم. في البداية صنع الحيثيون الحليّ من الحديد، كما قايضوا الحديد مقابل الفضّة مع الآشوريين في القرن الرابع عشر قبل الميلاد؛ وبذلك شاع استخدام الحديد في باقي مناطق الشرق الأدنى إلى حين سقوط إمبراطورية الحيثيين حوالي سنة 1180 قبل الميلاد؛ في الفترة التاريخية التي تمثّل بداية العصر الحديدي. تميّزت بداية العصر الحديدي بانهيارٍ متسارعٍ للحضارات والثقافات التي كانت سائدة في العصر البرونزي؛ وتزامنت المئوية الأولى من العصر الحديدي مع حلول العصور المظلمة اليونانية، والتي هُدّمت فيها العديد من المدن وتضرّرت التجارة وتقطّعت طرقها، كما تراجع إنتاج الأدوات المعدنية بشكلٍ كبيرٍ. اختلف انتقال بلدان العالم القديم إلى العصر الحديدي، فبلاد ما بين النهرين كانت قد انتقلت كلّياً للعصر الحديدي حوالي سنة 900 قبل الميلاد. وعلى الرغم من أنّ مصر القديمة كانت قد بدأت تنتج الحديد منذ وقتٍ مبكّرٍ، إلّا أنّ العصر البرونزي ظلّ مسيطراً عليها حتّى الغزو الآشوري لها في سنة 663 قبل الميلاد؛ وحوالي سنة 500 قبل الميلاد، أصبحت النوبة منتِجَاً ومصدِّراً رئيسياً للحديد.
عَرَفت العديد من الحضارات الفولاذ، والذي كان يُستحصَل عليه في أفران الحديد الخالص؛ إذ كان الحدّادون في المناطق غربيّ جبال زاغروس ماهرين في إنتاج الفولاذ الجيّد حوالي 1000 سنة قبل الميلاد. وهناك بقعٌ جغرافية أخرى شهدت تطوّر وسائل تعدين الحديد؛ إذ تشير الدلائل أيضاً إلى صهر الحديد في القارة الأفريقية حوالي القرن الثامن قبل الميلاد، وذلك في زمبابوي؛ وفي جنوب الصحراء الكبرى؛ وذلك في مواقع عدّة مثل نجد ترميت في النيجر، وفي موقع تاروغا الأثري جنوبي شرقي نيجيريا.
كما شهدت شبه القارة الهندية تطوّراً في المعارف المتعلّقة بتعدين الحديد، إذ تشير بعض الدلائل إلى إنتاج الحديد المطاوع عن طريق صهر خاماته في الفترة الواقعة بين 1800 إلى 1200 سنة قبل الميلاد في الهند؛ كما توجد إشارات إلى الحديد في النصوص الهندوسية مثل أتهارفافيدا. كما ظهرت بعد ذلك نماذج محسّنة ومطوّرة مثل الفولاذ الهندواني حوالي 300 سنة قبل الميلاد. ففي جنوب الهند وسيريلانكا جرى التمكّن من إنتاج فولاذ مرتفع الجودة بصهر الحديد الخام والفحم والزجاج في بواتق حتّى ينصهر الحديد ويذيب الكربون. انتقلت تلك الفكرة من الهند إلى الصين بحلول القرن الخامس الميلادي؛ ثم انتشر استخدام الحديد في الصين في الفترة ما بين 700 إلى 500 سنة قبل الميلاد؛ وكانت طرائق وعمليات صهر الحديد قد وصلت إليها عبر آسيا الوسطى. تمكن الصينيون من إنتاج حديد الصبّ أوّل مرّة في القرن الخامس قبل الميلاد. عُثِرَ على أقدم الآثار المصنوعة من الحديد الصبّ في الصين في مقاطعة جيانغسو؛ واستخدمه الصينيون القدماء في مجال صناعة الأسلحة وفي البناء والزراعة. استخدمت أفران الدَسْت في فتراتٍ عاصرت حقبة الممالك المتحاربة (403–221 سنة قبل الميلاد). بقي استعمال الأفران اللافحة وأفران الدَسْت مستمرّاً خلال حِقْبَتَي سُلالَتي سونغ وتانغ الحَاكِمَتَين.

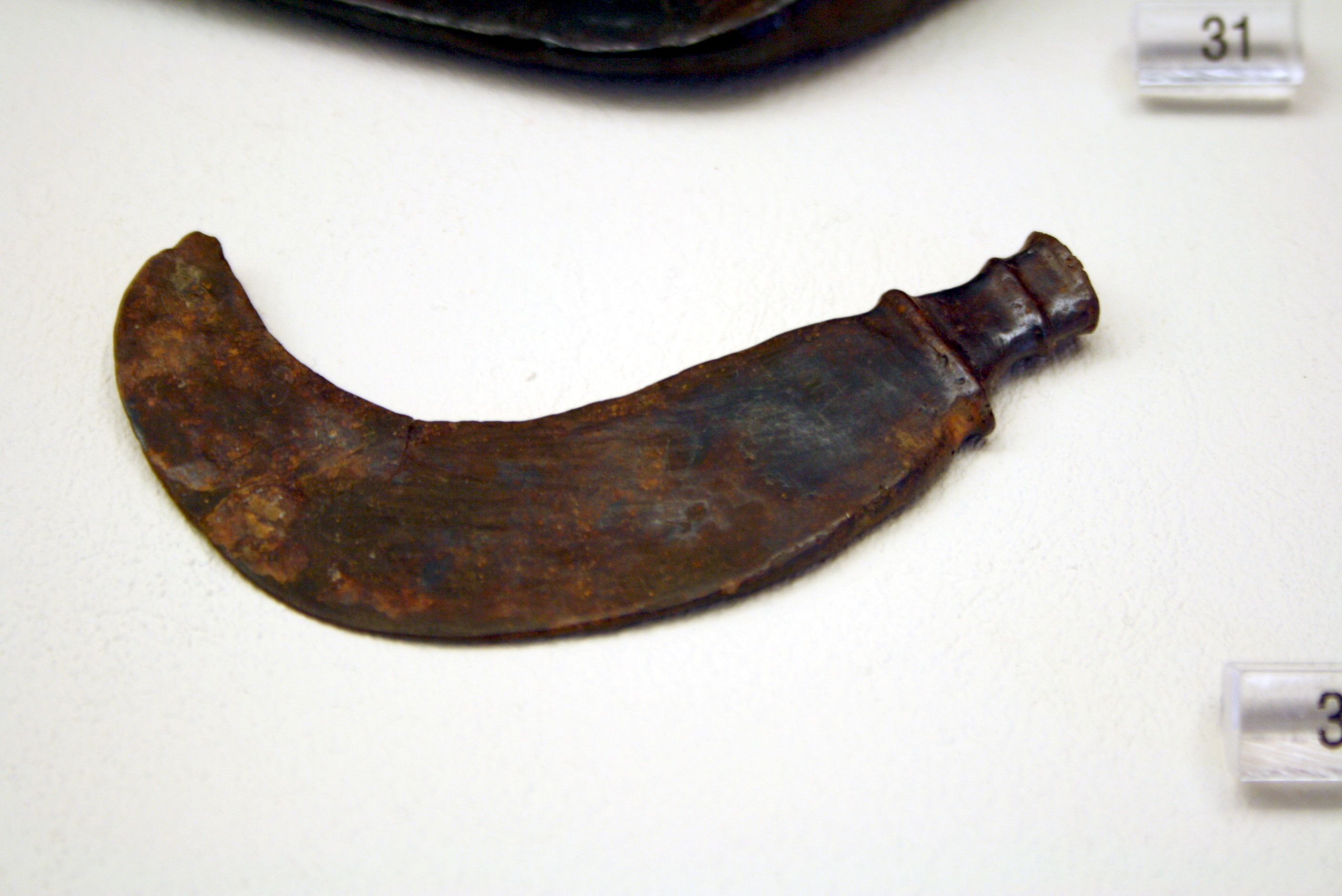
منجل حديدي يعود إلى اليونان القديمة.

تعود أقدم الآثار لاستخراج الحديد في المناطق اليونانية إلى حوالي 2000 سنة قبل الميلاد على شكل خَبَثِ في موقع هاغيا تريادا الأثري على جزيرة كريت. انتشر استخدام الحديد في اليونان القديمة في نهاية القرن الحادي عشر قبل الميلاد، ومنها وصل إلى أوروبا. تعدّ بعض المُقْتَنَيات من الحضارة الإتروسكانية والمُكتَشَفة بالقرب من قبور في مدينة بولونيا الإيطالية واحدةً من أقدم المكتشفات الأثرية الأوروبية للحديد، وهي تعود إلى حوالي القرن التاسع قبل الميلاد. يُقَسّم العصر الحديدي في وسط أوروبا إلى فترَتين زمنيَّتَين، وهما: حضارة هالستات (من 800-450 سنة قبل الميلاد) وحضارة لاتين (بداية من 450 سنة قبل الميلاد). ترافق انتشار صناعة الحديد في وسط وغربي أوروبا مع توسّع القلط؛ ووفقاً للكاتب بلينيوس الأكبر كان استخدام الحديد شائعاً في حقبة روما القديمة.

### العصور الوسطى

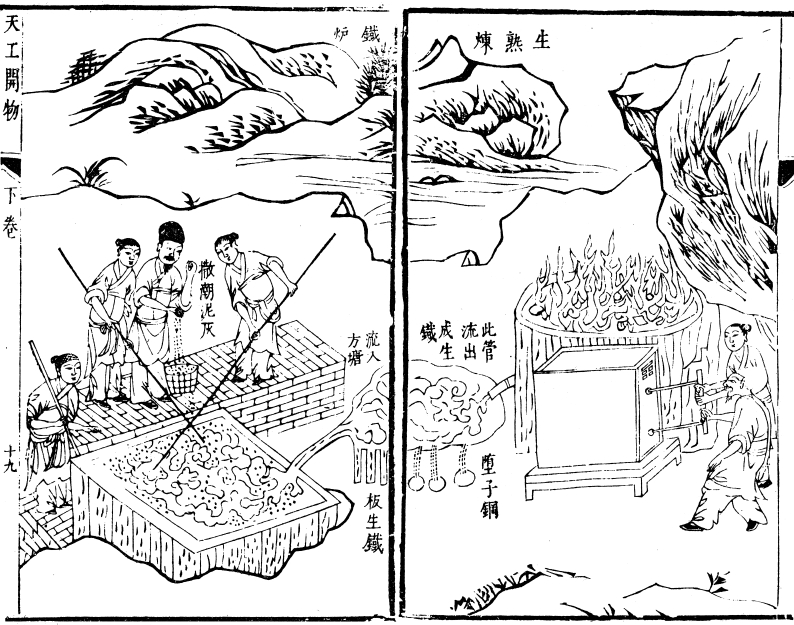
رسومات صينية تعود إلى القرن السابع عشر تظهر عمّالاً بالقرب من فرنٍ لافحٍ أثناء إنتاج الحديد المطاوع.

أثناء فترة العصور الوسطى طُوّرت طرائق إنتاج الحديد المطاوع؛ إذ انتشرت ورشات الحدادة التي قامت بتحويل الحديد الغُفْل إلى الحديد الممتاز؛ وكان وقود الفحم النباتي أساسيّاً في تلك العمليّات. تقدّمت صناعة الحديد أكثر وأكثر باختراعات المسلمين خلال العصر الذهبي للإسلام. شمل ذلك إنشاء مواقع لإنتاج المعادن. وبحلول القرن الحادي عشر، انتشرت تلك المنشآت في كلّ الولايات الإسلامية من الأندلس وشمال أفريقيا غرباً إلى آسيا الوسطى شرقاً. كما أنّ هناك دلائلٌ تشير إلى استخدام ما يشبه الفرن اللافح في عصر الدولة الأيوبية والمماليك. حضّر يعقوب بن إسحاق الكندي (ت 260هـ، 873م) أنواعاً من الحديد الفولاذ بأسلوب المزج والصهر، فقد مَزَج كمّيّة من الحديد المطاوع، وكمّيّة أخرى من الحديد الصلب وصهرهما معاً ثم سخّنهما إلى درجة حرارة معلومة بحيث نتج عن ذلك حديد يحتوي على نسبةٍ من الكربون تتراوح بين (0.5 و 1.5%) ومع الوقت، اكتشف الحدّادون أنّ الحديد المطاوع يمكن أن يتحوّل إلى منتجٍ أقوى بكثيرِ عن طريق تسخينه في وعاءِ يحتوي على الفحم النباتي لبعض الوقت، ومن ثمّ غمره في الماء أو الزيت حتى يخمد. وبذلك اخترع المسلمون أحد أشهر أنواع الفولاذ في العصور الوسطى وهو الفولاذ الدمشقي، واستخدموه في صناعة السيوف، في الفترة من سنة 900 إلى سنة 1750. أُنتِجَ هذا الفولاذ باستخدام بواتقٍ بطريقة تشبه الطريقة الهندية، ولكنه يحتوي على الكربيدات ممّا يجعل السيوف أكثر كفاءةً في القطع.
نتيجةً لنشاط الطُرُق التجارية ببن الشرق الأدنى والشرق الأقصى وصلت تقنيات إنتاج الفولاذ إلى الصين؛ ففي القرن الحادي عشر، صنع الصينيون الفولاذ عن طريق إزالة الكربون جزئياً بطَرْق الحديد بصورة متكرّرة مع نفخ الهواء البارد. واستمرّت الصين بتطوير تقنيات إنتاج الحديد وبقيت مركزاً مهمّاً للصناعات المعدنية. وصلت تقنيات الأفران اللافحة وإنتاج الفولاذ والحديد الصب إلى أوروبا في وقتٍ متأخّر، فتعود أقدم قطع الحديد الصبّ هناك والتي عثر عليها في السويد إلى الفترة الزمنية ما بين سنتي 1150 و1300 للميلاد؛ وفي القرن الخامس عشر ظهرت الحاجة إلى تطوير صناعة الحديد في أوروبا مع ازدياد الطلب على إنتاج المصبوبات الحديدية من الطلقات المستديرة للمدافع.
كانت أفران الحديد الخالص هي الوسيلة الشائعة المنتشرة لتعدين الحديد، إلى حين ظهور الأفران اللافحة. بَلَغَ طول الأفران اللافحة في القرون الوسطى حوالي ثلاثة أمتار (عشرة أقدام)، وكانت مصنوعةً من طابوق مقاوم للنيران؛ أمّا الهواء اللازم لإيقاد النار فكان يُنفَخ يدوياً بالكير. على الرغم من تطوّر تصميم الأفران اللافحة في العصور الحديثة، إلّا أنّها لا تزال تعمل على نفس المبدأ الذي كان مستخدماً في القرون الوسطى.

### العصور الحديثة

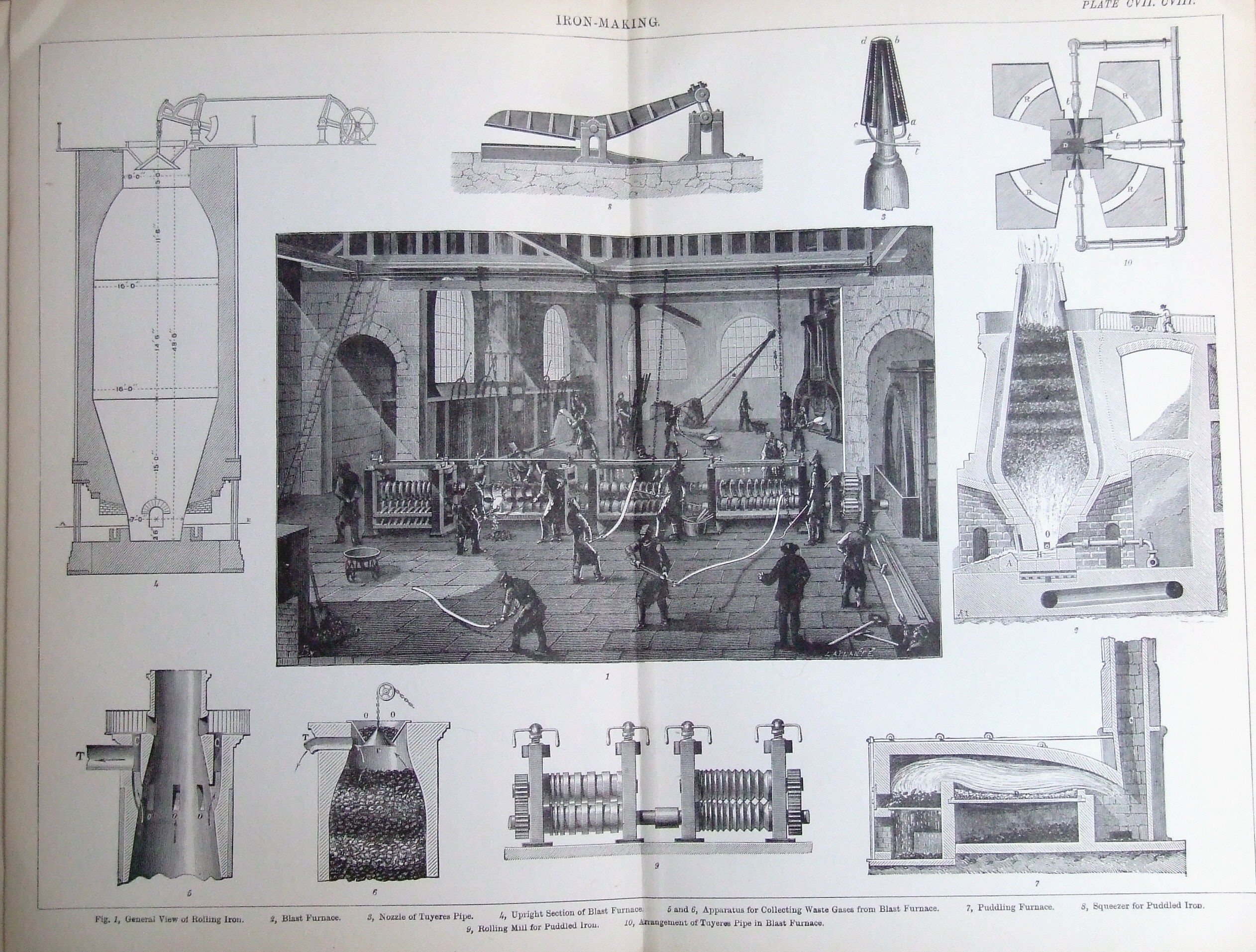
مخطّط منشور في أواخر القرن التاسع عشر يبيّن كيفية استخراج الحديد.

يعدّ أبراهام داربي الأول رائداً في التأسيس لفكرة استخدام الأفران اللافحة العاملة بفحم الكوك من أجل إنتاج حديد الصبّ، وذلك بدلاً من الفحم النباتي؛ ففي سنة 1709 تمكّن داربي من تطوير أوّل فرنٍ من هذا النوع في مدينة برمنغهام البريطانية. أتاح تطوّر صناعة الحديد ووفرته وانخفاض ثمنه في انطلاق الثورة الصناعية؛ فقد أصبح الحديد مع تطوّر عمليات استخراجه متاحاً ورخيص الثمن، ممّا وفّر مادّة بناءٍ أوّلية أساسية، فقد استخدم في بناء أوّل جسرٍ حديديٍّ في سنة 1778، والذي لا يزال قائماً إلى حدّ الآن. بالإضافة إلى بناء الجسور فقد استخدم الحديد أيضاً في بناء خطوط السكك الحديدية، والتي ساهم تمديدها في سرعة انتشار التطوّر والحداثة. استُخدِمَ الحديد أيضاً في بناء القوارب والسفن والأبنية والعمارات؛ بالإضافة إلى أسطوانات المحرّك البخاري.
أثناء مطلع الثورة الصناعية في بريطانيا بدأ هنري كورت بتطوير عمليات تنقية الحديد وتحويله من حديد غفل إلى حديد مطاوع باستخدام طرائق مبتكرة؛ ففي سنة 1783 سجّل كورت براءة اختراع لعملية التَسْويط من أجل تنقية خام الحديد، والتي خضعت فيما بعد إلى عمليات تطوير لاحقة. انتشرت الأفران اللافحة لاستخراج الحديد في أوروبا، ويعود أقدم فرنٍ من هذا النوع في ألمانيا إلى سنة 1796. في خمسينيات القرن التاسع عشر اخترع هنري بِسِمِر طريقةً جديدةً لإنتاج الفولاذ، والتي سُمّيت باسمه «عمليّة بِسِمِر»، ممّا جعل في النهاية من عملية إنتاج الفولاذ أكثر اقتصادية، وانخفض بذلك إنتاج الحديد المطاوع بكمّيّات كبيرة.